# لکسی اینسوورث
لکسی اینسوورث (انگلیسی: Lexi Ainsworth؛ زادهٔ ۲۸ اکتبر ۱۹۹۲) یک هنرپیشه اهل ایالات متحده آمریکا است. وی از سال ۲۰۰۵ میلادی تاکنون مشغول فعالیت بوده‌است.